# Alter Ego (groupe)
Pour les articles homonymes, voir Alter ego (homonymie).

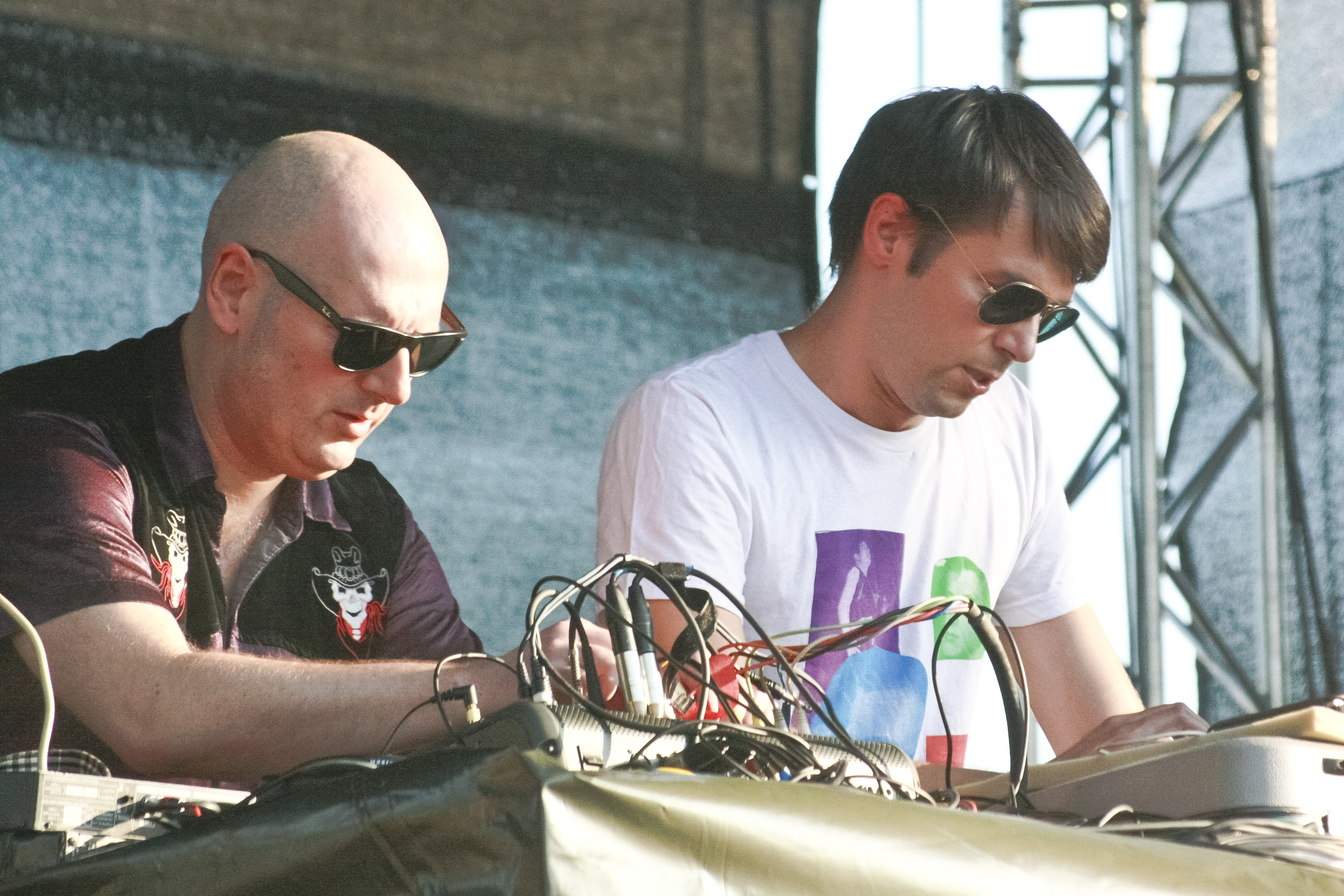
Jörn Elling Wuttke (à gauche) et Roman Flügel (à droite) au Juicy Beats Festival de Dortmund en 2009

Alter Ego est un groupe allemand de musique électronique, apparenté au genre acid house, composé de Roman Flügel et Jörn Elling Wuttke. Il a notamment connu un vaste succès en Europe grâce au single Rocker.

## Discographie

### Albums
- Why Not?! (2007)
- Transphormer (2005)
- Decoding the Hacker Myth (1996)
- Alterism (1996)
- Memories from Overseas (1995)
- Alter Ego (1994)
- Fear (1989)

### Singles
- Rocker [Universal CD] (2005)
- Rocker [Ultra 12"] (2005)
- Betty Ford EP (2000)
- Slaughterhouse (2000)
- Absolute (1997)
- The Evil Needle (1997)
- Decoding the Hacker Myth Remixes, Vol. 1 (1996)

### Remixes
| Année | Artiste                 | Titre                                         |
| ----- | ----------------------- | --------------------------------------------- |
| 1994  | Pulse                   | Move                                          |
| 1995  | Sven Väth               | Harlequin Plays Bells                         |
| 1995  | Astral Pilot            | The Day After                                 |
| 1995  | B-Zet with Arlesia      | Everlasting Pictures - Right Through Infinity |
| 1996  | David Holmes            | Gone (Alter Ego Decoding Gone Part 1)         |
| 1996  | David Holmes            | Gone (Alter Ego Decoding Gone Part 2)         |
| 1997  | Tollmann / Hildenbeutel | Isn't That A Funny Bird                       |
| 1998  | Terry Lee Brown Jr.     | Back To Reception                             |
| 1999  | Egoexpress              | Weiter                                        |
| 2000  | Christian Morgenstern   | Steigreider                                   |